# Bocfölde
Bocfölde là một thị trấn thuộc hạt Zala, Hungary. Thị trấn này có diện tích 8,73 km², dân số năm 2010 là 1148 người, mật độ 132 người/km².